# Леннокс Кілґур
Леннокс Кілґур (5 травня 1928 — 2004) — тринідадський важкоатлет.
Бронзовий призер Олімпійських Ігор 1952 року в середній важкій вазі.
Срібний призер Ігор Співдружності 1954 року в середній важкій вазі.
Срібний призер Панамериканських ігор 1951 року в суперважкій вазі.